# Gita Gopinath
Gita Gopinath (ur. 8 grudnia 1971 w Kalkucie) – indyjska ekonomistka, od stycznia 2022 pierwsza zastępczyni dyrektora wykonawczego Międzynarodowego Funduszu Walutowego, w latach 2019–2022 główna ekonomistka MFW.
W latach 2005–2022 profesor ekonomii na Uniwersytecie Harvarda, w latach 2001-2005 wykładała na University of Chicago. Doktoryzowała się na Uniwersytecie Princeton. Promotorami jej pracy doktorskiej byli Kenneth Rogoff i Ben Bernanke Studia magisterskie ukończyła na Delhi School of Economics i University of Washington.
W 2021 została zaliczona przez Financial Times do grona 25 najbardziej wpływowych kobiet na świecie.